# Sebastián de la Póveda
El capitán Sebastián de la Póveda fue un vecino y estanciero de la ciudad de Buenos Aires, quien desempeñó diferentes tareas como comisario para servir al cabildo.

## Biografía
Don Sebastián nació por el 1667 en la ciudad de Buenos Aires, fue hijo de Luis de la Póveda y Valdés (hijo de Pedro de la Póveda y Valdez y de Luisa de Guzmán) y de María Burgos (hija de Bartolomé de Burgos y Mariana Díaz Encinas). Tanto su abuelo paterno como su bisabuelo Francisco Pérez de Burgos fueron estancieros y cabildantes. Entre sus ascendientes se encuentran algunos de los primeros vecinos y pobladores de la Ciudad de Buenos Aires.
En 1726 se realizó el censo de la campaña bonaerense, cuyo objetivo era realizar un padrón de habitantes para proponerles su traslado a la recientemente fundada ciudad de Montevideo. Los Alcaldes de la Santa Hermandad de cada pago eran los que realizaban el empadronamiento y elevaban los resultados y listas al gobernador. Se computó un total de 2538 habitantes, 1604 hombres y 802 mujeres, sin ser registrados los nativos. El territorio bonaerense se limitaba a una angosta franja desde la costa del Paraná y el Río de la Plata hasta unos pocos kilómetros tierra adentro. En la Cañada de la Cruz (Capilla del Señor) fue anotado con el número 5 don Sebastián de la Póveda y su familia: “Capitán Sebastián de Póveda y su mujer Doña Micaela Molina. 6 hijos (3 varones), Bernabé de 15 años, el resto pequeños”.
En la reunión del cabildo del 6 de febrero de 1730 se decidió entregarle comisiones especiales a los capitanes don Sebastián de la Póveda y don Pedro Joseph Giles en asuntos referidos al cebo, la grasa, el trigo y las botellas de aguardiente que entrasen.
El 19 de julio de 1730 se le dio libre comisión al capitán de la Póveda para que retirase los ganados de algunos vecinos en los pagos del Monte Grande, de las Conchas (el Tigre) y de la Matanza, por ser tiempo de siembra, “…imponiéndoles a los inobedientes para Su observación las penas q. fueren convenientes para su puntual execucion…”
En las elecciones para los nuevos representantes del cabildo del primero de enero de 1726 y 1731 don Sebastián recibió votos para el oficio de Alcalde de la Santa Hermandad, aunque sin embargo no fueron suficientes para recibir el cargo.
En el acta del cabildo del 26 de febrero de 1735 don Sebastián recibió el cargo de comisario para el pago de las Conchas, cuya tarea principal sería la de reprimir la vagancia y entender en demandas hasta 20 pesos: “Diose petición por… la continua saca de sevo y grasa para fuera desta Jurisdicion en perjuicio grave de la causa, y que asi se pidiese al Señor Governador se sirviese de romper bando prohibitivos con las penas que convengan, y respecto del clamor ynsesante que ay de los exsesos en los pagos desta Jurisdicion con los muchos bagamundos y forasteros que ay en ellos, y que los Alcaldes de la Santa Hermandad no pueden remediarlo por lo dilatado de la Jurisdicion, acordaron se nombren comisarios para las Costa a Dn Sebastian Delgado, en las Conchas a Dn Sebastian de la Poveda… y se les amplie la Comision para poder oyr demandas Verbales asta Veinte pesos, y con las demás amplitudes que sena necesarias para remediar dchos exsesos, y que hagan en este Cav.do el Juram.to de fidelidad acostumbrada=”
En el cabildo del 30 de agosto de 1737 se le dieron comisiones especiales al capitán de la Póveda para remediar algunos daños que los vecinos estaban experimentando en las Conchas: “…como eran continuas las quexas de los daños q. se experimentavan los vecinos de las Conchas en sus sementeras, de q. necesitava pronto remedio, y ocurriendo a el nombraron al Cap.n Sebastian de la Poveda, persona de actividad y celo, para q. con toda delig.a cele los daños: y proceda contra culpados presisandole a ello…”
Don Sebastián de la Póveda tuvo tierras en los pagos de la Cañada de Oliva (luego de Juan Ruiz y luego de Morón) y en la Cañada de la Cruz.
En los años 1784/88 una parte de las tierras que él poseía en la Cañada de Oliva, de una extensión de 400 varas lineales fueron vendidas por su hija doña Ignacia Póveda.

## Matrimonio y descendencia
Sebastián de la Póveda se casó por el 1710 en Buenos Aires con doña Micaela de Molina (hija del capitán Juan de Molina y de Catalina Pérez, tucumanos). Este matrimonio tuvo seis hijos, tres varones y tres mujeres: 
1. Bernabé Póveda (1711)[2]
2. Joseph Bentura Póveda (1715),[2] casado con Isabel Rodríguez Flores (descendiente de don Pedro Rodríguez Flores y Díaz).[2] Juntos procrearon estos hijos:
  - Joseph Thomas Póveda (c. 1740),[2] casado con Lorenza Salguero[2] (hija de Andrés Salguero y Gregoria Tapia,[2] esta última descendiente de Diego de Melo Cabral y Gómez).[2] Joseph Thomas y Lorenza tuvieron la siguiente descendencia: Juana Hermenegilda (1772),[2] Esteban (1774),[2] Victoriano (1775),[2] Francisca (1777),[2] María Martina (1778)[2] casada con Joseph Cecilio Balenzuela y Sosa (1771),[7][8][2] Bernarda (1779),[2] María Agustina (1779),[2] Nicolás Joseph (1781),[2] Juan Inocencio (1782),[2] Joseph Anacleto (1786)[2] y Polonia.[2]
  - Juan Miguel Baldivia Póveda (1741),[2] casado en 1771 con Petrona Josefa Cabrera.[2]
  - Fermín Póveda (1745).[2]
  - Joseph Ramón Póveda (1748).[2]
  - Rosa Póveda (1749).[2]
  - Basilia Antonia (1753).[2]
  - María de la Encarnación (1755).[2]
  - Pedro Joseph Dionisio Póveda (1756),[2] casado en 1790 con María Vega.[2]
3. María Josepha Póveda (1717)[2]
4. Ignacia Póveda,[2] casada con Justo Joseph Daza.[2]
5. María Francisca de Póveda,[2] casada con Roque Candia.[2] Padres de al menos una hija: María del Carmen Liberata Candia (1756)[2]
6. Pascual Póveda[2]